# Liga ACB 2010-11
La temporada 2010-11 de la Liga ACB se inició el 30 de septiembre de 2010. 
El CAI Zaragoza y el Menorca Bàsquet lograron el ascenso de la Liga LEB Oro. En cambio el CB Murcia y el Xacobeo Blu:sens descendieron a la segunda categoría del baloncesto nacional español.
En esta temporada se aumentó la distancia de la línea de tres que pasó de 6,25 metros a 6,75 metros y la zona pasó de tener forma trapezoidal a tener forma rectangular.

## Equipos

### Clasificación Liga regular
| Pos | Equipo                      | J  | G  | P  | PF   | PC   | Dif  |
| --- | --------------------------- | -- | -- | -- | ---- | ---- | ---- |
| 1   | Regal FC Barcelona          | 34 | 27 | 7  | 2614 | 2245 | +369 |
| 2   | Real Madrid CF              | 34 | 26 | 8  | 2629 | 2401 | +228 |
| 3   | Power Electronics Valencia  | 34 | 24 | 10 | 2570 | 2414 | +156 |
| 4   | Caja Laboral Baskonia       | 34 | 23 | 11 | 2693 | 2509 | +184 |
| 5   | Gran Canaria 2014           | 34 | 21 | 13 | 2560 | 2450 | +110 |
| 6   | Bizkaia Bilbao Basket       | 34 | 21 | 13 | 2643 | 2514 | +129 |
| 7   | Baloncesto Fuenlabrada      | 34 | 20 | 14 | 2611 | 2580 | +31  |
| 8   | Unicaja Málaga              | 34 | 19 | 15 | 2582 | 2461 | +121 |
| 9   | Blancos de Rueda Valladolid | 34 | 18 | 16 | 2465 | 2462 | +3   |
| 10  | CAI Zaragoza                | 34 | 16 | 18 | 2551 | 2641 | -90  |
| 11  | Cajasol Sevilla             | 34 | 16 | 18 | 2513 | 2499 | +14  |
| 12  | Asefa Estudiantes           | 34 | 16 | 18 | 2476 | 2540 | -64  |
| 13  | DKV Joventut Badalona       | 34 | 14 | 20 | 2586 | 2827 | -241 |
| 14  | Lagun Aro GBC               | 34 | 12 | 22 | 2510 | 2594 | -84  |
| 15  | Assignia Manresa            | 34 | 10 | 24 | 2222 | 2428 | -206 |
| 16  | Meridiano Alicante          | 34 | 9  | 25 | 2348 | 2461 | -113 |
| 17  | CB Granada                  | 34 | 7  | 27 | 2351 | 2627 | -276 |
| 18  | Menorca Bàsquet             | 34 | 7  | 27 | 2325 | 2596 | -271 |

|  | Campeón, clasificado para la Euroliga    |
|  | Clasificados para Euroliga               |
|  | Clasificados para la Eurocup             |
|  | Clasificados para la Eurocopa de la FIBA |
|  | Descienden a Liga LEB                    |

J = Partidos jugados; G = Partidos ganados; P = Partidos perdidos; PF = Puntos a favor; PC = Puntos en contra; Dif = Diferencia de puntos

## Play Off por el título
|  | Cuartos de final             | Cuartos de final       |                         |                      | Semifinales            | Semifinales            |  |                      | Final                  | Final                  |  |
|  | Al mejor de 3 partidos       | Al mejor de 3 partidos |                         |                      | Al mejor de 5 partidos | Al mejor de 5 partidos |  |                      | Al mejor de 5 partidos | Al mejor de 5 partidos |  |
|  |                              |                        |                         |                      |                        |                        |  |                      |                        |                        |  |
|  |                              |                        |                         |                      |                        |                        |  |                      |                        |                        |  |
|  | 1 Regal FC Barcelona         | 2                      |                         |                      |                        |                        |  |                      |                        |                        |  |
|  | 1 Regal FC Barcelona         | 2                      |                         |                      |                        |                        |  |                      |                        |                        |  |
|  | 8 Unicaja Málaga             | 0                      |                         |                      |                        |                        |  |                      |                        |                        |  |
|  | 8 Unicaja Málaga             | 0                      |                         | 1 Regal FC Barcelona | 3                      |                        |  |                      |                        |                        |  |
|  |                              |                        |                         | 1 Regal FC Barcelona | 3                      |                        |  |                      |                        |                        |  |
|  |                              |                        | 4 Caja Laboral Baskonia | 0                    |                        |                        |  |                      |                        |                        |  |
|  | 4 Caja Laboral Baskonia      | 2                      | 4 Caja Laboral Baskonia | 0                    |                        |                        |  |                      |                        |                        |  |
|  | 4 Caja Laboral Baskonia      | 2                      |                         |                      |                        |                        |  |                      |                        |                        |  |
|  | 5 Gran Canaria 2014          | 0                      |                         |                      |                        |                        |  |                      |                        |                        |  |
|  | 5 Gran Canaria 2014          | 0                      |                         |                      |                        |                        |  | 1 Regal FC Barcelona | 3                      |                        |  |
|  |                              |                        |                         |                      |                        |                        |  | 1 Regal FC Barcelona | 3                      |                        |  |
|  |                              |                        | 6 Bizkaia Bilbao Basket | 0                    |                        |                        |  |                      |                        |                        |  |
|  | 2 Real Madrid CF             | 2                      | 6 Bizkaia Bilbao Basket | 0                    |                        |                        |  |                      |                        |                        |  |
|  | 2 Real Madrid CF             | 2                      |                         |                      |                        |                        |  |                      |                        |                        |  |
|  | 7 Baloncesto Fuenlabrada     | 0                      |                         |                      |                        |                        |  |                      |                        |                        |  |
|  | 7 Baloncesto Fuenlabrada     | 0                      |                         | 2 Real Madrid CF     | 1                      |                        |  |                      |                        |                        |  |
|  |                              |                        |                         | 2 Real Madrid CF     | 1                      |                        |  |                      |                        |                        |  |
|  |                              |                        | 6 Bizkaia Bilbao Basket | 3                    |                        |                        |  |                      |                        |                        |  |
|  | 3 Power Electronics Valencia | 0                      | 6 Bizkaia Bilbao Basket | 3                    |                        |                        |  |                      |                        |                        |  |
|  | 3 Power Electronics Valencia | 0                      |                         |                      |                        |                        |  |                      |                        |                        |  |
|  | 6 Bizkaia Bilbao Basket      | 2                      |                         |                      |                        |                        |  |                      |                        |                        |  |
|  | 6 Bizkaia Bilbao Basket      | 2                      |                         |                      |                        |                        |  |                      |                        |                        |  |
|  |                              |                        |                         |                      |                        |                        |  |                      |                        |                        |  |

| Campeón de la Liga ACB 2010-11         |
| -------------------------------------- |
| Regal FC Barcelona Décimo sexto título |

### Cuartos de final
(1) Regal FC Barcelona vs. (8) Unicaja Málaga
| 19 de mayo | Regal FC Barcelona | 76–65 | Unicaja Málaga |                                                           |  |
|            |                    |       |                |                                                           |  |
|            |                    | 1     |                | Pabellón: Palau Blaugrana, Barcelona (4.327 espectadores) |  |

| 21 de mayo                            | Unicaja Málaga | 52–84 | Regal FC Barcelona |                                                        |  |  |
|                                       |                |       |                    |                                                        |  |  |
|                                       |                | 2     |                    | Pabellón: Martín Carpena, Málaga (11.000 espectadores) |  |  |
| Regal FC Barcelona ganó la serie, 2–0 |                |       |                    |                                                        |  |  |
|                                       |                |       |                    |                                                        |  |  |

(2) Real Madrid CF vs. (7) Baloncesto Fuenlabrada
| 20 de mayo | Real Madrid CF | 93–72 | Baloncesto Fuenlabrada |                                                       |  |
|            |                |       |                        |                                                       |  |
|            |                | 1     |                        | Pabellón: La Caja Mágica, Madrid (7.332 espectadores) |  |

| 22 de mayo                        | Baloncesto Fuenlabrada | 55–68 | Real Madrid CF |                                                             |  |  |
|                                   |                        |       |                |                                                             |  |  |
|                                   |                        | 2     |                | Pabellón: Fernando Martín, Fuenlabrada (5.613 espectadores) |  |  |
| Real Madrid CF ganó la serie, 2–0 |                        |       |                |                                                             |  |  |
|                                   |                        |       |                |                                                             |  |  |

(3) Power Electronics Valencia vs. (6) Bizkaia Bilbao Basket
| 20 de mayo | Power Electronics Valencia | 72–79 | Bizkaia Bilbao Basket |                                                             |  |
|            |                            |       |                       |                                                             |  |
|            |                            | 1     |                       | Pabellón: Fuente de San Luis, Valencia (8.000 espectadores) |  |

| 22 de mayo                               | Bizkaia Bilbao Basket | 79–75 | Power Electronics Valencia |                                                     |  |  |
|                                          |                       |       |                            |                                                     |  |  |
|                                          |                       | 2     |                            | Pabellón: Bilbao Arena, Bilbao (7.014 espectadores) |  |  |
| Bizkaia Bilbao Basket ganó la serie, 0–2 |                       |       |                            |                                                     |  |  |
|                                          |                       |       |                            |                                                     |  |  |

(4) Caja Laboral Baskonia vs. (5) Gran Canaria 2014
| 20 de mayo | Caja Laboral Baskonia | 86–82 | Gran Canaria 2014 |                                                     |  |
|            |                       |       |                   |                                                     |  |
|            |                       | 1     |                   | Pabellón: Buesa Arena, Vitoria (9.400 espectadores) |  |

| 22 de mayo                      | Gran Canaria 2014 | 76–93 | Caja Laboral Baskonia |                                                                       |  |  |
|                                 |                   |       |                       |                                                                       |  |  |
|                                 |                   | 2     |                       | Pabellón: Centro Insular de Deportes, Las Palmas (5.100 espectadores) |  |  |
| Caja Laboral ganó la serie, 2–0 |                   |       |                       |                                                                       |  |  |
|                                 |                   |       |                       |                                                                       |  |  |

### Semifinales
(1) Regal FC Barcelona vs. (4) Caja Laboral Baskonia
| 27 de mayo | Regal FC Barcelona | 86–71 | Caja Laboral Baskonia |                                                           |  |
|            |                    |       |                       |                                                           |  |
|            |                    | 1     |                       | Pabellón: Palau Blaugrana, Barcelona (4.866 espectadores) |  |

| 29 de mayo | Regal FC Barcelona | 78–62 | Caja Laboral Baskonia |                                                           |  |
|            |                    |       |                       |                                                           |  |
|            |                    | 2     |                       | Pabellón: Palau Blaugrana, Barcelona (4.557 espectadores) |  |

| 1 de junio                            | Caja Laboral Baskonia | 61–71 | Regal FC Barcelona |                                                     |  |  |
|                                       |                       |       |                    |                                                     |  |  |
|                                       |                       | 3     |                    | Pabellón: Buesa Arena, Vitoria (9.500 espectadores) |  |  |
| Regal FC Barcelona ganó la serie, 3–0 |                       |       |                    |                                                     |  |  |
|                                       |                       |       |                    |                                                     |  |  |

(2) Real Madrid CF vs. (6) Bizkaia Bilbao Basket
| 27 de mayo | Real Madrid CF | 78–67 | Bizkaia Bilbao Basket |                                                       |  |
|            |                |       |                       |                                                       |  |
|            |                | 1     |                       | Pabellón: La Caja Mágica, Madrid (7.988 espectadores) |  |

| 29 de mayo | Real Madrid CF | 66–71 | Bizkaia Bilbao Basket |                                                       |  |
|            |                |       |                       |                                                       |  |
|            |                | 2     |                       | Pabellón: La Caja Mágica, Madrid (7.821 espectadores) |  |

| 31 de mayo | Bizkaia Bilbao Basket | 68–51 | Real Madrid CF |                                                     |  |
|            |                       |       |                |                                                     |  |
|            |                       | 3     |                | Pabellón: Bilbao Arena, Bilbao (8.510 espectadores) |  |

| 2 de junio                               | Bizkaia Bilbao Basket | 80–72 | Real Madrid CF |                                                     |  |  |
|                                          |                       |       |                |                                                     |  |  |
|                                          |                       | 4     |                | Pabellón: Bilbao Arena, Bilbao (8.682 espectadores) |  |  |
| Bizkaia Bilbao Basket ganó la serie, 1–3 |                       |       |                |                                                     |  |  |
|                                          |                       |       |                |                                                     |  |  |

### Final
(1) Regal FC Barcelona vs. (6) Bizkaia Bilbao Basket
| 9 de junio | Regal FC Barcelona | 74–64 | Bizkaia Bilbao Basket |                                                           |  |
|            |                    |       |                       |                                                           |  |
|            |                    | 1     |                       | Pabellón: Palau Blaugrana, Barcelona (6.821 espectadores) |  |

| 11 de junio | Regal FC Barcelona | 74–67 | Bizkaia Bilbao Basket |                                                           |  |
|             |                    |       |                       |                                                           |  |
|             |                    | 2     |                       | Pabellón: Palau Blaugrana, Barcelona (6.902 espectadores) |  |

| 14 de junio                           | Bizkaia Bilbao Basket | 55–64 | Regal FC Barcelona |                                                     |  |  |
|                                       |                       |       |                    |                                                     |  |  |
|                                       |                       | 3     |                    | Pabellón: Bilbao Arena, Bilbao (8.682 espectadores) |  |  |
| Regal FC Barcelona ganó la serie, 3–0 |                       |       |                    |                                                     |  |  |
|                                       |                       |       |                    |                                                     |  |  |

## Nominaciones

### Quinteto ideal de la temporada
| Posición  | Jugador               | Equipo                |
| --------- | --------------------- | --------------------- |
| Base      | Marcelinho Huertas    | Caja Laboral Baskonia |
| Escolta   | Jaycee Carroll        | Gran Canaria 2014     |
| Alero     | Fernando San Emeterio | Caja Laboral Baskonia |
| Ala-pívot | Nik Caner-Medley      | Asefa Estudiantes     |
| Pívot     | Ante Tomić            | Real Madrid CF        |

|  | MVP de la temporada |

### MVPde la final
| Posición | Jugador             | Equipo             |
| -------- | ------------------- | ------------------ |
| Escolta  | Juan Carlos Navarro | Regal FC Barcelona |

### Jugador revelación de la temporada
| Posición | Jugador      | Equipo                 |
| -------- | ------------ | ---------------------- |
| Pívot    | Gustavo Ayón | Baloncesto Fuenlabrada |

### Mejor entrenador
| Entrenador     | Equipo             |
| -------------- | ------------------ |
| Xavier Pascual | Regal FC Barcelona |

### Jugador de la jornada
| Jornada | Jugador               | Equipo                      | Valoración |
| ------- | --------------------- | --------------------------- | ---------- |
| 1       | Rob Kurz              | CB Granada                  | 30         |
| 2       | Esteban Batista       | Baloncesto Fuenlabrada      | 35         |
| 3       | Mirza Teletović       | Caja Laboral Baskonia       | 27         |
| 4       | Felipe Reyes          | Real Madrid CF              | 34         |
| 5       | David Barlow          | CAI Zaragoza                | 30         |
| 6       | Federico Van Lacke    | Blancos de Rueda Valladolid | 35         |
| 7       | Jakim Donaldson       | Menorca Bàsquet             | 30         |
| 8       | Nik Caner-Medley      | Asefa Estudiantes           | 32         |
| 9       | Stanko Barać          | Caja Laboral Baskonia       | 35         |
| 10      | Víctor Claver         | Power Electronics Valencia  | 28         |
| 10      | Felipe Reyes (2)      | Real Madrid CF              | 28         |
| 11      | Paul Davis            | Cajasol Sevilla             | 33         |
| 12      | Esteban Batista (2)   | Baloncesto Fuenlabrada      | 29         |
| 13      | Russell Robinson      | DKV Joventut Badalona       | 30         |
| 14      | Carl English          | DKV Joventut Badalona       | 32         |
| 15      | Jakim Donaldson (2)   | Menorca Bàsquet             | 30         |
| 15      | Rob Kurz (2)          | CB Granada                  | 30         |
| 15      | Andy Panko            | Lagun Aro GBC               | 30         |
| 16      | Paolo Quinteros       | CAI Zaragoza                | 37         |
| 17      | Cuthbert Victor       | Menorca Bàsquet             | 30         |
| 18      | Eulis Báez            | Blancos de Rueda Valladolid | 32         |
| 19      | Fernando San Emeterio | Caja Laboral Baskonia       | 38         |
| 20      | Coby Karl             | CB Granada                  | 31         |
| 21      | Nik Caner-Medley (2)  | Asefa Estudiantes           | 33         |
| 22      | Stanko Barać (2)      | Caja Laboral Baskonia       | 30         |
| 23      | Nik Caner-Medley (3)  | Asefa Estudiantes           | 37         |
| 24      | Andy Panko (2)        | Lagun Aro GBC               | 41         |
| 25      | Gerald Fitch          | Unicaja Málaga              | 32         |
| 26      | Jaycee Carroll        | Gran Canaria 2014           | 32         |
| 26      | Uroš Slokar           | Assignia Manresa            | 32         |
| 27      | Jakim Donaldson (3)   | Menorca Bàsquet             | 34         |
| 28      | Jaycee Carroll (2)    | Gran Canaria 2014           | 33         |
| 29      | Jaycee Carroll (3)    | Gran Canaria 2014           | 38         |
| 30      | Nicolás Gianella      | CB Granada                  | 29         |
| 31      | Nik Caner-Medley (4)  | Asefa Estudiantes           | 36         |
| 32      | Jaycee Carroll (4)    | Gran Canaria 2014           | 32         |
| 32      | Rafael Hettsheimeir   | CAI Zaragoza                | 32         |
| 33      | Álex Mumbrú           | Bizkaia Bilbao Basket       | 27         |
| 34      | D'or Fischer          | Real Madrid CF              | 33         |

### Jugador del mes
| Mes       | Jornadas | Jugador              | Equipo                     | Valoración |
| --------- | -------- | -------------------- | -------------------------- | ---------- |
| Octubre   | 1-5      | Carlos Suárez        | Real Madrid CF             | 22,4       |
| Noviembre | 6-9      | Stanko Barać         | Caja Laboral Baskonia      | 24,5       |
| Diciembre | 10-13    | Víctor Claver        | Power Electronics Valencia | 18,8       |
| Enero     | 14-19    | Carl English         | DKV Joventut Badalona      | 27,25      |
| Febrero   | 20-22    | Nik Caner-Medley     | Asefa Estudiantes          | 26,7       |
| Marzo     | 23-27    | Nik Caner-Medley (2) | Asefa Estudiantes          | 22,4       |
| Abril     | 28-31    | Nik Caner-Medley (3) | Asefa Estudiantes          | 23,75      |
| Mayo      | 32-34    | Jaycee Carroll       | Gran Canaria 2014          | 23         |

## Estadísticas

### Estadísticas individuales de liga regular
| Categoría                  | Jugador            | Equipo                      | Media  | Partidos | Total   |
| -------------------------- | ------------------ | --------------------------- | ------ | -------- | ------- |
| Valoración                 | Nik Caner-Medley   | Asefa Estudiantes           | 17,6   | 31       | 547     |
| Puntos por partido         | Jaycee Carroll     | Gran Canaria 2014           | 19,6   | 34       | 668     |
| Rebotes por partido        | Rob Kurz           | CB Granada                  | 9,06   | 17       | 154     |
| Asistencias por partido    | Marcelinho Huertas | Caja Laboral Baskonia       | 5,88   | 34       | 200     |
| Tapones por partido        | D'or Fischer       | Real Madrid CF              | 1,65   | 34       | 56      |
| Recuperaciones por partido | Omar Cook          | Power Electronics Valencia  | 2,24   | 34       | 76      |
| Mates por partido          | Marcus Slaughter   | Blancos de Rueda Valladolid | 1,44   | 34       | 49      |
| Porcentaje de tiros libres | Jimmy Baron        | Lagun Aro GBC               | 98,59% | 34       | 70/71   |
| Porcentaje de tiros de 2   | Gustavo Ayón       | Baloncesto Fuenlabrada      | 66,53% | 33       | 157/236 |
| Porcentaje de Tiros de 3   | Chad Toppert       | CAI Zaragoza                | 53,13% | 32       | 51/96   |
| Pérdidas                   | Carl English       | DKV Joventut Badalona       | 3,18   | 17       | 54      |

## Datos de los clubes
| Equipo                                    | Entrenador       | Ciudad                     | Pabellón                                  | Aforo  |
| ----------------------------------------- | ---------------- | -------------------------- | ----------------------------------------- | ------ |
| Asefa Estudiantes                         | Luis Casimiro    | Madrid                     | Palacio de Deportes Palacio de Vistalegre | 15.000 |
| Assignia Manresa                          | Jaume Ponsarnau  | Manresa                    | Nou Congost                               | 5.000  |
| Baloncesto Fuenlabrada                    | Salva Maldonado  | Fuenlabrada                | Pabellón Fernando Martín                  | 5.300  |
| Bizkaia Bilbao Basket                     | Fotis Katsikaris | Bilbao                     | Bilbao Arena                              | 8.500  |
| Blancos de Rueda Valladolid               | Porfirio Fisac   | Valladolid                 | Polideportivo Pisuerga                    | 6.800  |
| CAI Zaragoza                              | José Luis Abós   | Zaragoza                   | Pabellón Príncipe Felipe                  | 11.000 |
| Caja Laboral Baskonia                     | Duško Ivanović   | Vitoria                    | Fernando Buesa Arena                      | 9.900  |
| Cajasol Sevilla                           | Joan Plaza       | Sevilla                    | Palacio de Deportes San Pablo             | 7.626  |
| CB Granada                                | Curro Segura     | Granada                    | Municipal de Granada                      | 7.358  |
| DKV Joventut Badalona                     | Pepu Hernández   | Badalona                   | Pabellón Olímpico de Badalona             | 12.500 |
| Gran Canaria 2014                         | Pedro Martínez   | Las Palmas de Gran Canaria | Centro Insular de Deportes                | 5.200  |
| Lagun Aro GBC                             | Pablo Laso       | San Sebastián              | San Sebastián Arena 2016                  | 11.000 |
| Menorca Bàsquet                           | Paco Olmos       | Mahón                      | Pabellón Menorca                          | 5.115  |
| Meridiano Alicante                        | Txus Vidorreta   | Alicante                   | Centro de Tecnificación                   | 5.400  |
| Power Electronics Valencia                | Svetislav Pešić  | Valencia                   | Pabellón Fuente de San Luis               | 9.000  |
| Real Madrid CF                            | Emanuele Molin   | Madrid                     | Caja Mágica                               | 12.442 |
| Regal FC Barcelona                        | Xavier Pascual   | Barcelona                  | Palau Blaugrana                           | 8.000  |
| Unicaja Málaga                            | Chus Mateo       | Málaga                     | José María Martín Carpena                 | 10.233 |
| Datos actualizados a: 4 de marzo de 2011. |                  |                            |                                           |        |

### Cambios de entrenadores
| Jda. | Club                       | Entrenador saliente | Fecha del cese          | Reemplazado por         |
| ---- | -------------------------- | ------------------- | ----------------------- | ----------------------- |
| -    | Power Electronics Valencia | Neven Spahija       | 31 de mayo de 2010      | Manolo Hussein          |
| 7    | Power Electronics Valencia | Manolo Hussein      | 11 de noviembre de 2010 | Jesús Mulero (interino) |
| 8    | Power Electronics Valencia | Jesús Mulero        | 16 de noviembre de 2010 | Svetislav Pešić         |
| 9    | Meridiano Alicante         | Óscar Quintana      | 23 de noviembre de 2010 | Txus Vidorreta          |
| 18   | Unicaja Málaga             | Aíto García Reneses | 17 de enero de 2011     | Chus Mateo              |
| 18   | CB Granada                 | Trifón Poch         | 19 de enero de 2011     | Curro Segura            |
| 22   | Real Madrid CF             | Ettore Messina      | 4 de marzo de 2011      | Emanuele Molin          |

### Equipos por comunidades autónomas
| Comunidad autónoma   | N.º | Equipos                                                      |
| -------------------- | --- | ------------------------------------------------------------ |
| Andalucía            | 3   | Cajasol Sevilla, CB Granada y Unicaja Málaga                 |
| Cataluña             | 3   | Assignia Manresa, DKV Joventut Badalona y Regal FC Barcelona |
| Comunidad de Madrid  | 3   | Asefa Estudiantes, Baloncesto Fuenlabrada y Real Madrid CF   |
| País Vasco           | 3   | Bizkaia Bilbao Basket, Caja Laboral Baskonia y Lagun Aro GBC |
| Comunidad Valenciana | 2   | Meridiano Alicante y Power Electronics Valencia              |
| Aragón               | 1   | CAI Zaragoza                                                 |
| Castilla y León      | 1   | Blancos de Rueda Valladolid                                  |
| Islas Baleares       | 1   | Menorca Bàsquet                                              |
| Canarias             | 1   | Gran Canaria 2014                                            |

### Jugadores por nacionalidades
| País de origen         | N.º | Listado |
| ---------------------- | --- | --- |
| España                 | 113 | Ver tabla |
| Estados Unidos         | 52  | Alan Anderson, Josh Asselin, James Augustine, Billy Baptist, Lamont Barnes, Jimmy Baron, Roderick Blakney, Michael Bramos, Louis Bullock, Earl Calloway, Nik Caner-Medley, Jaycee Carroll, Adam Chubb, Omar Cook, Brian Cusworth, Paul Davis, Justin Doellman, Jakim Donaldson, Tyrone Ellis, D'or Fischer, Josh Fisher, Gerald Fitch, Taurean Green, Marcus Haislip, Venson Hamilton, Kenny Hasbrouck, Quinton Hosley, Aaron Jackson, Coby Karl, Tariq Kirksay, Rob Kurz, Larry Lewis, David Logan, Will McDonald, Terrell McIntyre, Pete Mickeal, Darryl Middleton, Jim Moran, Terence Morris, Spencer Nelson, Brad Oleson, Andre Owens, Andy Panko, Jeremy Richardson, Jason Robinson, Russell Robinson, Melvin Sanders, Marcus Slaughter, Chad Toppert, Clay Tucker, Judson Wallace y Chris Warren |
| Argentina              | 11  | Víctor Baldo, Diego Ciorciari, Diego García, Nicolás Gianella, Hernán Jasen, Leonardo Mainoldi, Pablo Prigioni, Paolo Quinteros, Maximiliano Stanic, Federico Van Lacke y Axel Weigand |
| Serbia                 | 10  | Nemanja Bjelica, Dejan Borovnjak, Milan Majstorović, Dejan Musli, Kosta Perović, Bojan Popović, Ivan Radenović, Duško Savanović, Uroš Tripković y Novica Veličković |
| Brasil                 | 6   | Rafael Freire, Rafael Hettsheimeir, Marcelinho Huertas, Augusto Lima, Paulão Prestes y Caio Torres |
| Croacia                | 6   | Marko Banić, Stanko Barać, Davor Kus, Mario Stojić, Bruno Šundov y Ante Tomić |
| República Checa        | 6   | Ondřej Balvín, Luboš Bartoň, Tomas Hampl, David Jelínek, Tomáš Satoranský y Jiří Welsch |
| Eslovenia              | 5   | Mirza Begić, Jaka Lakovič, Domen Lorbek, Erazem Lorbek y Uroš Slokar |
| Francia                | 4   | Nando de Colo, Stéphane Dumas, Thomas Heurtel y Florent Piétrus |
| Montenegro             | 4   | Vladimir Dragičević, Nikola Mirotić, Nikola Rakočević y Marko Todorović |
| Reino Unido            | 4   | Robert Archibald, Daniel Clark, Joel Freeland y Darren Phillip |
| Senegal                | 4   | Boniface N'Dong, Mamadou Samb, Sitapha Savané y Pape Sow |
| Bélgica                | 3   | Yannick Driesen, Axel Hervelle y Sam Van Rossom |
| Grecia                 | 3   | Dimitrios Mavroeidis, Giorgos Printezis y Kostas Vasileiadis |
| Letonia                | 3   | Jānis Blūms, Rolands Freimanis y Kristaps Valters |
| Lituania               | 3   | Martynas Andriuškevičius, Robertas Javtokas y Mindaugas Katelynas |
| Uruguay                | 3   | Gustavo Barrera, Esteban Batista y Jayson Granger |
| Australia              | 2   | David Barlow y Joe Ingles |
| Bosnia y Herzegovina   | 2   | Nedžad Sinanović y Mirza Teletović |
| Georgia                | 2   | Beka Burjanadze y Nikoloz Tskitishvili |
| Países Bajos           | 2   | Ewoud Kloos y Henk Norel |
| Rusia                  | 2   | Dmitry Flis y Yaroslav Korolev |
| Ucrania                | 2   | Sergiy Gladyr y Sergei Lishouk |
| Andorra                | 1   | Quino Colom |
| Belice                 | 1   | Milt Palacio |
| Bulgaria               | 1   | Kaloyan Ivanov |
| Canadá                 | 1   | Carl English |
| Costa de Marfil        | 1   | Mohamed Koné |
| Eslovaquia             | 1   | Martin Rančík |
| Islandia               | 1   | Jón Arnór Stefánsson |
| Islas Vírgenes         | 1   | Cuthbert Victor |
| Israel                 | 1   | Raviv Limonad |
| Italia                 | 1   | Gianluca Basile |
| México                 | 1   | Gustavo Ayón |
| República D. del Congo | 1   | Bismack Biyombo |
| República Dominicana   | 1   | Eulis Báez |
| Suecia                 | 1   | Marcus Eriksson |
| Turquía                | 1   | Serkan Erdoğan |

### Jugadores españoles por comunidad
| Comunidad            | N.º | Listado |
| -------------------- | --- | --- |
| Cataluña             | 30  | Marc Blanch, Sergi Clotet, Marc Fernández, Mario Fernández, Josep Franch, Iván García Casado, Jordi Grimau, Roger Grimau, Albert Homs, Ferran Laviña, Álex Llorca, Nacho Llovet, Héctor Manzano, Rafa Martínez, Albert Miralles, Román Montañez, Álex Mumbrú, David Navarro, Juan Carlos Navarro, Albert Oliver, Pierre Oriola, Xavi Rabaseda, Xavi Rey, Pau Ribas, Guillem Rubio, Ricky Rubio, Víctor Sada, Jordi Trias, Albert Ventura y Sergi Vidal |
| Andalucía            | 15  | Juan Alberto Aguilar, Pablo Aguilar, Pablo Almazán, Carlos Cabezas, Germán Gabriel, Ángel Hernández, Rafael Huertas, Isaac López, Ricardo Pámpano, José Pozas, Felipe Reyes, Berni Rodríguez, Manuel Rodríguez, Alfonso Sánchez y Sergio Sánchez |
| Comunidad de Madrid  | 13  | Javier Beirán, Tomás Bellas, Iñaki de Miguel, Jaime Fernández, Jorge Garbajosa, Eduardo Hernández-Sonseca, Carlos Jiménez, Andrés Miso, Rafael Molina, Guillermo Rejón, Jorge Sanz, Carlos Suárez y Javier Vega |
| Islas Baleares       | 11  | Alfons Alzamora, Joan Faner, Pedro Llompart, Sergi Llull, Joan Riera, Joan Sastre, Miki Servera, Alejandro Suárez, Joan Tomàs, Pere Tomàs y Paco Vázquez |
| Castilla y León      | 8   | Pablo Esteban, Antonio Izquierdo, Adrián Laso, Daniel López, Millán López, Nacho Martín, Álvaro Muñoz y Arturo Sarmiento |
| Comunidad Valenciana | 8   | Ángel Aparicio, Víctor Claver, Jesús Fernández, David Guardia, Salva Guardia, Juanlu Navarro, José Simeón y Juanjo Triguero |
| Canarias             | 6   | Óscar Alvarado, Carlos Cazorla, Samuel Domínguez, Roberto Guerra, Alejandro López y Sergio Rodríguez |
| Navarra              | 4   | Mikel Úriz, Ricardo Úriz, Alex Urtasun y Txemi Urtasun |
| País Vasco           | 4   | Jon Cortaberría, Lander Lasa, Urko Otegui y Javi Salgado |
| Aragón               | 3   | Jorge Cano, Rogelio Legasa y Rodrigo San Miguel |
| Cantabria            | 3   | David Doblas, Edu Ruiz y Fernando San Emeterio |
| Galicia              | 3   | Mario Cabanas, Javi Rodríguez y Fran Vázquez |
| Asturias             | 2   | Saúl Blanco y Diego Sánchez |
| Extremadura          | 1   | Álex Reyes |
| La Rioja             | 1   | Eduardo Martínez |
| Región de Murcia     | 1   | Álex Hernández |

## Nueva normativaFIBA
- El perímetro de la línea de 3 abandona los 6,25 metros de su fundación para alcanzar los 6,75. Esta modificación alterará también su forma, puesto que un arco perfecto no dejaría espacio para lanzar desde las esquinas. Por eso, se dejará un espacio de 0,90 metros en cada esquina, forzando la forma del arco para que acabe en dos líneas paralelas.
- Se reduce el tiempo de posesión tras infracción de 24 a 14 segundos .
- La zona pasa de tener forma de trapecio a ser rectangular, alejando ligeramente del aro las posiciones más altas en la lucha por el rebote tras tiro libre y acercando las más bajas. Además, se universalizará el uso del semicírculo que permite cargas ofensivas, ya instaurado en anteriores temporadas en la ACB.
- Aparecen dos nuevas líneas, situadas fuera del terreno de juego, en la línea lateral opuesta a los banquillos y a la mesa, a 8,32 metros de la línea de fondo (a la altura de la nueva línea de tres puntos) en cada uno de los lados de la cancha. Esta línea servirá para indicar el punto desde el que se realicen los saques de banda después de tiempo muerto durante los dos últimos minutos del cuarto y de los periodos extra, en lugar de hacerlo desde media cancha.